# Formiguer cua-rogenc meridional
El formiguer cua-rogenc meridional (Sciaphylax hemimelaena) és una espècie d'ocell de la família dels tamnofílids (Thamnophilidae).

## Hàbitat i distribució
Habita el sotabosc de la selva pluvial de les terres baixes fins als 500 m, a l'est del Perú, nord de Bolívia i sud del Brasil amazònic.